# General Surgery
General Surgery est un groupe suédois de grindcore.

## Histoire
General Surgery est formé en 1989 à Stockholm en tant que projet grindcore par des musiciens de différents groupes de death metal suédois sous l'influence des pionniers du grindcore anglais Carcass,. Après quelques changements de line-up, le groupe enregistre en 1990 les démos Erosive Offals et Pestisferous Anthropophagia avec Richard Cabeza (chant), Joacim « Jocke » Carlsson (guitare), Matti Kärki (basse) et Mats Nordrup (batterie). Après le départ de Cabeza pour Dismember, Grant McWilliams devient le nouveau chanteur, et la troisième démo Internecine Prurience suit en 1990. Après l'enregistrement de l'EP Necrology, Matti Kärki rejoint également Dismember et Mats Nordrup part chez Regurgitate. L'EP sort en vinyle chez Relapse Records en 1991, et est réédité en CD en 1994. 
Après une longue pause, General Surgery se reforme en 1999. Plusieurs splits avec d'autres groupes de grindcore suivent, ainsi que d'autres changements de line-up. Le départ du chanteur Grant McWilliams repousse la sortie du premier album officiel Left Hand Pathology, qui sort finalement en 2006. En 2009, le groupe sort son deuxième album studio Corpus In Extremis - Analysing Necrocriticism, qui montre que le style du groupe est plus proche du death metal que du grindcore. 

## Discographie
- 1991 : Necrology (EP, Relapse Records)
- 2003 : General Surgery / The County Medical Examiners (split, Razorback Records)
- 2004 : General Surgery / Filth (split, Bones Brigade Records)
- 2004 : Demos (compilation, Buio Omega Records)
- 2006 : Left Hand Pathology (album, Listenable Records)
- 2009 : General Surgery / Butcher ABC (split, Obliteration Records)
- 2009 : Corpus In Extremis: Analysing Necrocriticism (album, Listenable Records)
- 2012 : Like An Ever Flying Limb (EP, Relapse Records)